# タイワンハブ
タイワンハブ（台湾波布、亀殻花、Protobothrops mucrosquamatus）は、爬虫綱有鱗目クサリヘビ科ハブ属に分類されるヘビ。有毒。

## 分布
台湾および中国南部、インドシナ半島北部に生息する。また、人によって持ち込まれた個体が、沖縄本島にも分布を広げている。

## 形態
全長は80-130cm。ハブに比べると小型で、やや白っぽい灰褐色に黒い模様が規則正しく並んでおり、サキシマハブによく似るが、体型は細く、その点ではハブに似る。
頭は細長い三角形。

### 毒
本種の毒は強く、ハブよりも強いといわれる。顔が細長く、通常のハブ類よりも長い牙を収納できるため、牙が長い。そのため、身体のより深部に毒を打ち込むことができるので、噛まれたときの症状は深刻である。
ただし、毒の量はあまり多くないため、死者は稀である。性質もハブほど攻撃的ではない。

## 生態
基本的にハブやサキシマハブに似る。
平地から山地の森林、草原、水辺、農地に住む。樹上性で、地表に降りることもあるが、原産地ではヒャッポダなどの他のクサリヘビ類も多いため、他のハブに比べて樹上での活動が多い。夜行性。
食性は動物食でネズミ等の小型哺乳類・小鳥などの鳥類・トカゲ・カエルを食べる。

## 人間との関係
台湾ではアマガサヘビ、タイワンコブラ、ヒャッポダ、タケアオハブ、タイクサリヘビ（Daboia siamensis）と共に「台湾六大毒蛇」と呼ばれる。
元々はマングースとの決闘ショーやハブ酒用のハブの代用品として、日本国内に輸入されていた。1990年代に、名護市で初めて帰化個体が発見されて以来、周辺地域への分布域拡大が確認されている。これは、外国産の毒蛇（外来種）が初めて日本国内に帰化・定着した例である。また、その個体数も年々増加傾向にあり、実際に本種に噛まれる事故も発生している。この沖縄本島への帰化・定着により、以下の幾つかの問題が懸念されている。
- 新たな毒ヘビの生息により、咬傷被害が増加する。
- 新たに捕食者が移入されたことにより、在来の希少な生物の種の存続が脅かされる。
- 沖縄の在来種であるハブやヒメハブとの交雑が起こり（ヒメハブとの交雑が起こるかどうかは不明だが、ハブとは交雑可能なことが確認されている）、もしも交雑個体が普通に子孫を残すことができるか、あるいは交雑が繰り返されるならば、その地域特有のハブの純系が失われることになる（ただし、現在は交雑個体の増加は確認されていない）。

ちなみに、交雑個体及び本種の毒に対しては既存のハブ抗毒素が効くことが確認されており、もし咬まれても治療には特に問題はないと考えられている。ただ、ハブとの雑種に噛まれた場合、より多くの血清が必要となる。
今後さらに分布域が拡大すれば咬傷被害が増えることが懸念される。沖縄本島では、一刻も早い駆除が望まれている。